# James T. White
James Timothy White (* 4. Januar 1985 in Calgary, Kanada) ist ein Selfmade-Millionär, Unternehmer, Autor und war Unternehmenspräsident sowie CEO von J & W Corporate, einem millionenschweren Konzern, der insgesamt fünf Firmen umfasst.
Im Jahre 2006, im Alter von 21 Jahren und nur vier Jahre nach der offiziellen Gründung, verdiente White geschätzte vier Millionen Dollar Netto und beschäftigte über 280 Angestellte. Im Jahr 2010, im Alter von nur 25 Jahren, wurde er als CEO von Eurotex Finanz Inc. (KFE.DE) weltjüngster CEO, der jemals an der Frankfurter Börse gelistet war. 2010 gründete White zudem Eurotex Global Savings & Trust SA.

## Anfänge
White begann im jungen Alter von elf Jahren, sich in der Wirtschaft zu betätigen, als er andere Kinder dabei beobachtete, wie sie auf der anderen Straßenseite Schnee schippten und sofort die endlosen Chancen und Möglichkeiten sah, die ihm eine solche Tätigkeit eröffnen würde. Nachdem er für 20 Dollar eine Schneeschaufel gekauft hatte, begann er, Einfahrten freizuräumen und einen breiten Kundenstamm aufzubauen. Im Alter von 14 Jahren hatte White genug Geld gespart, um eine Schneefräse zu kaufen; jedoch immer noch nicht zufrieden mit seinem saisonabhängigen Geschäft, entschloss er sich, sich auch mit Rasenmähen zu verdingen. Eins führte zum anderen und als er das Teenageralter erreichte, hatte er bereits ein erfolgreiches Unternehmen namens J & W Lawn Care & Snow Removal etabliert und machte seine erste Millionen, als er gerade erst 16 war.

## J & W Unternehmensgruppe
- J & W Lawn Care & Snow Removal (1998–2006): Landschaftsbau, Rasenpflege und Schneeräumung.
- J & W Tire Trax (2002–2008): Reifenreparatur, Import und Verkauf.
- J & W Asset Management (2004–2006): Verwaltung von Geschäftsimmobilien.
- J & W Courier Service (2005–2006): Arbeitete mit FedEx Ground in der Paketzustellung zusammen.
- J & W Waste Management (2006–2006): Lieferte Mülltonnen, und organisierte den Transport zur Müllhalde.
- J & W Property Management (2001–2006): Verwaltung von Handelsimmobilien.

2006 verzeichnete das Unternehmen vier Millionen Dollar Nettoerträge, jedoch verkaufte James zu einem späteren Zeitpunkt desselben Jahres das Unternehmen an seinen Vater Timothy White, der die Firma in J & W Mechanical Inc. umbenannte. Mit den Einnahmen aus dem Verkauf startete White die Canam Credit Company.

## Canam Kreditunternehmen
Gegründet zusammen mit seiner langjährigen Freundin Amy Tan im Jahre 2006, umfassten die Aktivitäten des Unternehmens fast jeden Aspekt privater Kreditindustrie und das Unternehmen bot seinen Klienten vielfältige Dienstleistungen wie Factoring-Geschäfte, Erst- und Zweit-Hypotheken, Automobildarlehen, Remunerations-Vorauszahlungen und kurzfristige Kredite. Das Unternehmen, das sich hauptsächlich auf die Vergabe von Zahltag-Darlehen in den USA konzentrierte, schaffte es, zehn Millionen Dollar Investitionskapital aufzubringen und kaufte im April 2007 Canada Debt Assistance für 1,5 Millionen Dollar von Rogers Associate Financial Partners, einem Unternehmen, das auf dem TSX Venture Exchange gelistet war, und versuchte später, die beiden Unternehmen zu fusionieren.

### Kontroverse und Insolvenz
Im November 2007 leitete Service Alberta eine Untersuchung von Canada Debt Assistance ein, die am 10. März 2008 beigelegt wurde.
Im November 2007 beendete die Canam Credit Company ihr Abkommen mit Rogers Associate Financial Partners.
Am 7. März 2008 verließ James White das Unternehmen als Präsident & CEO und am 8. April 2008 als Geschäftsführer. Das Unternehmen meldete acht Monate später, am 29. Dezember 2008, Insolvenz an, inmitten der globalen Rezession.
Aufgrund der Beendigung des Firmenzusammenschlusses wurde Rogers Associate Financial Partners Inc. 2008 von der Liste des TSX Venture Exchange genommen.
Canada Debt Assistance wurde danach, am 31. Dezember 2008, von Service Alberta die Lizenz entzogen.

## Eurotex Finanz Inc.

### Eurotex Finanz Inc. (Main Holding Company)
Eurotex Finanz Inc., gegründet im November 2009, ist ein Unternehmen, das finanzielle Dienstleistungen für kleine Unternehmen bietet. Das Unternehmen wurde im Januar 2010 an der Frankfurter Börse notiert (KFE.F) und machte White im Alter von 25 Jahren zum jüngsten CEO, der jemals an der Frankfurter Börse registriert war. Er übernahm den Titel von PUMA CEO Jochen Zeitz, der seinerzeit 1993 mit 30 Jahren als jüngster CEO an der Frankfurter Börse agierte. Im Mai 2011 kündigte Eurotex Finanz Inc. Pläne an, das Unternehmen zu privatisieren, nachdem es den Firmensitz vollständig auf die Britischen Jungferninseln verlegt hatte.

### Eurotex Global Savings & Trust SA
2010 gegründet, bietet das in Luxemburg ansässige, private Finanzunternehmen vermögenden Privatinvestoren und Unternehmen die Etablierung von sogenannten nichtdiskretionären "Grantor Retained Annuity Trusts" (GRAT). Das Unternehmen eröffnete mit einem Geschäftsvolumen von über 9 Millionen Euro in der ersten Wochen und hält derzeit über 210 Millionen Euro in Anlagen. Im Januar 2011 gliederte das Unternehmen den Partner Eurotex Global Savings & Trust Inc. in Neuseeland mit ein.

### Eurotex Finanz (US) Inc.
Gegründet im Mai 2011, konzentriert sich das in den USA basierte, private Finanzunternehmen vorrangig auf die Vergabe von Krediten und die Finanzierung von Dienstleistungen für Privatpersonen und kommerzielle Vorhaben mit wenig oder gar keiner Bonitätsgeschichte.

## Beachtung in den Medien
- Besprochen im Calgary Herald.[22]
- Besprochen im Calgary Business Magazine.[1]
- Besprochen in der Calgary Sun – Profiles of Business Excellence (2007).
- Erhielt den JCI Outstanding Person of Calgary Award (2008).
- Besprochen in Maribeth Kuzmeskis book, The Connectors: How the World's Most Successful Businesspeople Build Relationships and Win Clients for Life.[23]
- Besprochen in Justin Sachs Buch, The Power of Persistence: Real Life Stories of People Creating Extraordinary Results.[4]
- Interviewt in Justin Sachs Film: Achieve Your Ultimate Success.[24]
- Interviewt in Steve Brewsters 'Q: Where have all the leaders gone?'[25]
- Interviewt in der Smith & Riley Show[26]
- Interviewt am 7. Juni 2011 in der Dresser After Dark Show[27]
- Besprochen in der Hollis Chapman Radioshow[28]

## Bücher
Bis jetzt hat White sechs Bücher veröffentlicht bzw. selbst publiziert (über AuthorHouse):
- 101 Ways To Financial Fitness. AuthorHouse, 2007, ISBN 978-1-4343-0552-7 (englisch).
- My First Million: Essential Money Tips from One of the World's Youngest Self-Made Millionaires. Beaufort Books, 2008, ISBN 978-0-8253-0586-3 (englisch).
- My First Million: Essential Credit Repair Tips from One of the World's Youngest Millionaires. AuthorHouse, 2008, ISBN 978-1-4389-1695-8 (englisch).
- James T. White's Million Dollar Business Bible: One of the World's Youngest Self-Made Millionaires Provides Essential Start-Up Business Tips So You Can Build Your Million-Dollar Business. AuthorHouse, 2009, ISBN 978-1-4389-3887-5 (englisch).
- Born To Be Business Savvy: 31 Essential Tips From the Kid Millionaire on a Personal Journey. Morgan James Publishing, 2010, ISBN 978-1-60037-726-6 (englisch).
- Asset Protection: What If? Motivational Press Inc., 2011, ISBN 978-1-935723-33-2 (englisch).

## Belege
1. 1 2 3 4 5 6 7 8  Jesse Semko: The Rookie Report: Meet Your Competition. In: Calgary Business Magazine. Oktober 2006, S. 26 (englisch).
2. ↑  EuroTex Finanz Inc. (KFE.DE). In: Stock Quotes & Company News. Reuters, abgerufen am 21. Januar 2011 (englisch).
3. 1 2  Eurotex Global Savings & Trust, SA Opens for Business. InvestorPoint, archiviert vom Original am 13. Juli 2011; abgerufen am 29. Januar 2011 (englisch).
4. 1 2 3 4  Justin Sachs: The Power of Persistence: Real Life Stories of Real People Creating Extraordinary Result. Motivational Press, 2009, ISBN 978-0-9825755-0-5 (englisch).
5. ↑  CANAM CREDIT COMPANY INC. Financial Filings. Alberta Securities Commission, archiviert vom Original am 28. September 2011; abgerufen am 29. Januar 2011 (englisch).
6. ↑  Rogers Associate Financial Partners Inc. sells Canada Debt Assistance Inc. (Memento vom 19. März 2012 im Internet Archive)
7. ↑  BE AD Features: Acquisition of CDA and merger with Rogers Associate Financial Partners announced. In: Business Edge News Magazine. 7. Jahrgang, Nr. 10, 18. Mai 2007 (englisch, businessedge.ca [abgerufen am 29. Januar 2011]).
8. ↑   Canam Credit Company Merges With Rogers Associate Financial Partners (TSX VENTURE:RAF) Canam Credit and RAFP Merge Pending Securities Commission Approval (Memento des Originals vom 5. November 2012 im Internet Archive) In: CCNMatthews Newswire, Mai 2007. Abgerufen am 29. Januar 2011 (englisch).
9. ↑  Canada Debt Assistance. (PDF; 133 kB) CTV Calgary, archiviert vom Original am 2. Oktober 2011; abgerufen am 6. Juni 2011 (englisch).
10. ↑   Canam Credit Terminates Merger with Rogers Associate Financial Partners (Memento des Originals vom 5. November 2012 im Internet Archive) In: CCNMatthews Newswire, August 2007. Abgerufen am 29. Januar 2011 (englisch).
11. ↑  Canam Credit Company Hires New President and CEO. PRWEB, archiviert vom Original am 15. Oktober 2012; abgerufen am 6. Juni 2011 (englisch).  Info: Der Archivlink wurde automatisch eingesetzt und noch nicht geprüft. Bitte prüfe Original- und Archivlink gemäß Anleitung und entferne dann diesen Hinweis.
12. ↑  Suspended Companies. In: Listed Company Directory. TMX Money, archiviert vom Original am 3. Juli 2011; abgerufen am 2. Januar 2011 (englisch9).
13. ↑  Debt-assistance company has licence revoked. CTV Calgary, abgerufen am 29. Januar 2011 (englisch).
14. ↑  Cease Trade Order. In: TSX Venture Exchange Daily Bulletins. Canada News Wire (CNW), abgerufen am 29. Januar 2011 (englisch).
15. ↑  TSX Venture Exchange - Cease Trade Order (Memento vom 19. März 2012 im Internet Archive)
16. ↑  EuroTex Finanz Inc. In: Market Data. Bloomberg L.P., abgerufen am 29. Januar 2011 (englisch).
17. ↑  EuroTex Finanz Inc (Public, ETR:KFE). Google Finance, abgerufen am 29. Januar 2011 (englisch).
18. ↑   Puma to Become Main Brand of PPR’s New Sport and Lifestyle Unit In: Bloomberg L.P., Oktober 2010. Abgerufen am 29. Januar 2011 (englisch).
19. ↑  EuroTex Finanz Inc. Abgerufen am 26. Juni 2011 (englisch).
20. ↑  Luxembourg Based Eurotex Global Savings & Trust, SA Opens for Business. Fuse TV, archiviert vom Original am 30. September 2011; abgerufen am 29. Januar 2011 (englisch).
21. ↑  Texas Secretary of State. Texas SOT, abgerufen am 6. Juni 2011 (englisch).
22. ↑  Valerie Berenyi:  Most coddled generation suffers 'recession' anxiety (Memento des Originals vom 18. Januar 2013 im Webarchiv archive.today) In: Calgary Herald, 2. März 2009. Abgerufen am 21. Januar 2011 (englisch).
23. ↑  Maribeth Kuzmeski: The Connectors: How the World's Most Successful Businesspeople Build Relationships and Win Clients for Life. Wiley, 2009, ISBN 978-0-470-48818-8 (englisch).
24. ↑  Justin Sachs: Achieve Your Ultimate Success. Abgerufen am 21. Januar 2011 (englisch).
25. ↑  Q: Where have all the leaders gone? A: Right here! (Memento vom 17. März 2012 im Internet Archive)
26. ↑  The Smith & Riley Show. Archiviert vom Original am 8. März 2016; abgerufen im Oktober 2007 (englisch).
27. ↑  Dresser After Dark. Abgerufen im Juni 2011 (englisch).
28. ↑  Hollis Chapman. Archiviert vom Original am 28. August 2011; abgerufen im Juli 2011 (englisch).

| Personendaten    | Personendaten                             |
| ---------------- | ----------------------------------------- |
| NAME             | White, James T.                           |
| ALTERNATIVNAMEN  | White, James Timothy (vollständiger Name) |
| KURZBESCHREIBUNG | kanadischer Unternehmer und Sachbuchautor |
| GEBURTSDATUM     | 4. Januar 1985                            |
| GEBURTSORT       | Calgary, Kanada                           |